# Richard Meili

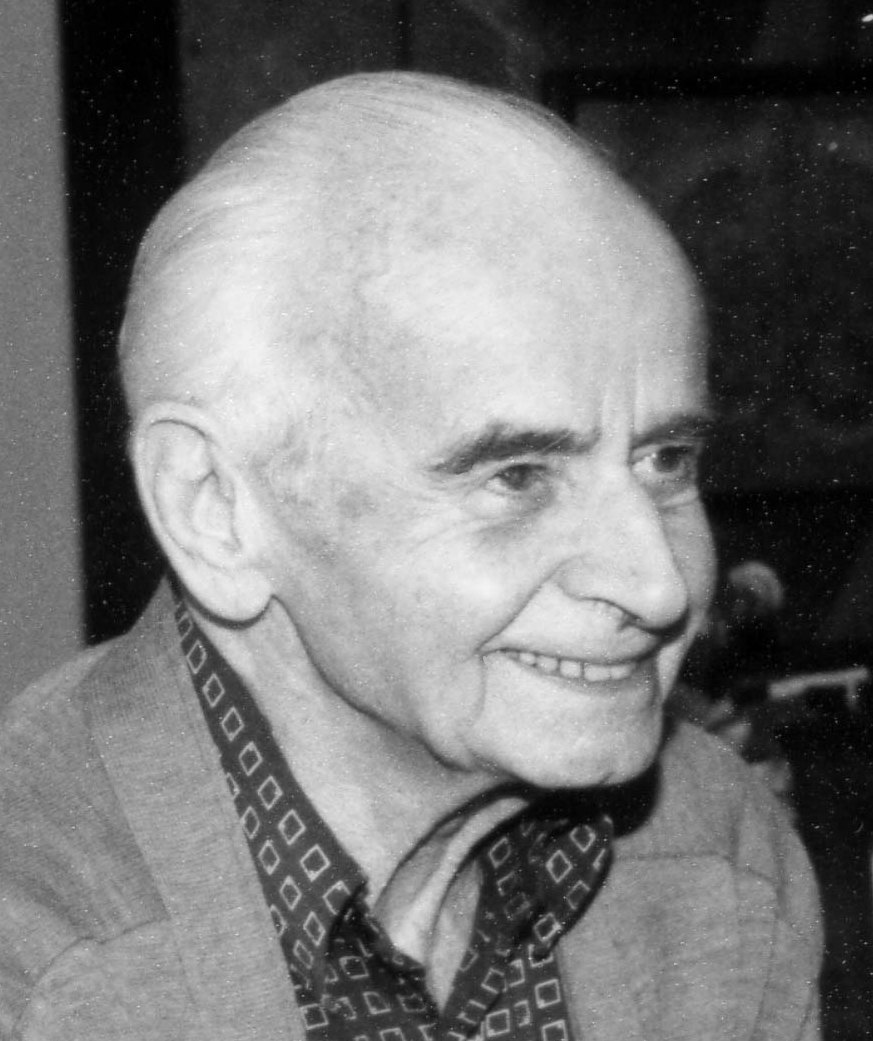
Richard Meili

Richard Meili (* 28. Februar 1900 in Schaffhausen; † 5. Juli 1991 in Gümligen) war ein Schweizer Psychologe auf den Gebieten Persönlichkeitspsychologie, Psychodiagnostik und der Entwicklungspsychologie.

## Biografie
Meili studierte zunächst in Jena und Bern, zuletzt in Berlin bei  Wolfgang Köhler und Kurt Lewin (Gestaltpsychologie) sowie Hans Rupp (Arbeitspsychologie). Promoviert hat er 1925 bei Wolfgang Köhler mit der Arbeit „Experimentelle Untersuchungen über das Ordnen von Gegenständen“. Damit hat er ein Thema der heutigen Kognitiven Psychologie vorweggenommen, nämlich die Untersuchung von Gestaltprinzipien auf die Ordnung bedeutungsmäßig organisierter Inhalte. Meili hat auch akademische und berufspraktische Tätigkeit immer verbunden: Bereits während des Studiums arbeitete er in einem Heim für Jugendliche mit psychopathischen Störungen.
1926–1941 war er Assistent, Chef de Travaux und zuletzt Dozent in Nachfolge von Jean Piaget am Institut J.J. Rousseau sowie der Universität Genf. Er habilitierte sich dort zum Thema „Recherches sur les formes de l’intelligence“ (Untersuchungen zu Formen der Intelligenz) bei Édouard Claparède. Er verwendete dabei die Faktorenanalyse zur Identifikation der Intelligenzfaktoren Komplexität, Plastizität, Globalisation und Fluency, aber interpretierte die testmäig erfasste Intelligenz anhand der zugrundeliegenden Informationsverarbeitungsprozesse.
1942–1948 pausierte seine akademische Karriere, und er arbeitete als Leiter der Berufsberatung in Winterthur. Diese Erfahrungen haben vor allem seine späteren psychodiagnostischen Forschungen beeinflusst.
1949 wurde Richard Meili Professor der Universität Bern, zunächst als Extraordinarius, ab 1954 als  Ordinarius auf den neugeschaffenen Lehrstuhl für Psychologie und ihre Anwendungen der Universität Bern berufen. Zu seinen Schwerpunkten gehörten dort die Psychologische Diagnostik, die Denkpsychologie, die Entwicklungspsychologie und die Charakterentwicklung, die Wiedereingliederung Behinderter, die Struktur der Intelligenz sowie Längsschnittuntersuchungen zur Persönlichkeit. Er begründete 1953 auch das Institut für Psychologie der Universität Bern und war dort bis zu seiner Pensionierung 1970 tätig.
Sechs Jahre nach der Institutsgründung etablierte er eine berufsbezogene Ausbildung für Erziehungsberater in der Schweiz und schuf einen Lehrgang, der mit einem Diplom abgeschlossen werden konnte.
1937 erschien erstmals sein Hauptwerk, das später lange Zeit als Standardwerk galt und in viele Sprachen übersetzt wurde: die "Einführung in die psychologische Diagnostik". Er gründete und präsidierte ebenfalls die erste Testkommission der Schweiz, die sich mit der Qualität von psychodiagnostischen Verfahren auseinandersetzte. Auch das mit Hubert Rohracher herausgegebene „Lehrbuch der experimentellen Psychologie“, mit seinen Übersetzungen ins Italienische, Französische, Spanische und Polnische wurde ein Pfeiler bei der Ausbildung ganzer Generationen von Psychologen in Europa. Mit seinem Werk „Anfänge der Charakterentwicklung“ begann er, mit seinen Schülern und später mit seiner Frau Gertrud Meili-Dworetzki in Längsschnittuntersuchungen das Werden der individuellen Persönlichkeitsunterschiede von den ersten Lebenswochen bis in das Schulalter zu verfolgen.
1943 war Meili Mitbegründer und später langjähriger Präsident der Schweizerischen Gesellschaft für Psychologie und ihre Anwendungen sowie lange Jahre Herausgeber der Schweizerischen Zeitschrift für Psychologie. Die Schweizerische wie die Deutsche Gesellschaft für Psychologie ernannten Richard Meili zu ihrem Ehrenmitglied. Die Universität Salzburg verlieh ihm 1980 die Ehrendoktorwürde.

## Werke (Auswahl)
- Psychologische Diagnostik. Eine Einführung für Psychologen und Erzieher. A. Meili, Schaffhausen 1937. Mehrere Neuauflagen.
- mit Agnes Wild-Missong: Anfänge der Charakterentwicklung. Methoden und Ergebnisse einer Längsschnittuntersuchung. Huber, Bern; Stuttgart 1957.
- Analytischer Intelligenztest (AIT). Interpretation und Prüfungsanweisungen. Huber, Bern; Stuttgart 1966.
- mit Gertrud Meili-Dworetzki: Grundlagen der individuellen Persönlichkeitsunterschiede. Ergebnisse einer Längsschnittuntersuchung mit 2 Gruppen von der Geburt bis zum 8. und 16. Altersjahr. Hans Huber, Bern; Stuttgart; Wien 1972. (Beiträge zur genetischen Charakterologie; 6).
- Die Struktur der Intelligenz. Faktorenanalytische und denkpsychologische Untersuchungen. H. Huber, Bern etc. 1981, ISBN 3-456-80908-5.